# Daniel Finch, 2:e earl av Nottingham
Daniel Finch, 2:e earl av Nottingham, 7:e earl av Winchilsea, född den 2 juli 1647, död den 1 januari 1730, var en brittisk politiker, son till Heneage Finch, 1:e earl av Nottingham, far till Daniel Finch, 8:e earl av Winchilsea, William Finch och Edward Finch-Hatton.
Finch invaldes 1679 i underhuset, intog 1682 vid faderns död dennes plats i överhuset, där han fick stort inflytande som ledare för de strängt högkyrkliga tories, vilka misstrodde Jakob II:s romaniserande planer. Vid 1688 års revolution gjorde han ett försök att rädda tronen åt Jakobs son under ett regentskap, men fogade sig snart och var 1688-93 kung Vilhelms statssekreterare för krigsärenden.
Samma ämbete innehade han 1702-04 under Anna, men utträngdes sistnämnda år genom whigs växande inflytande. Åren 1714-16 var Nottingham under Georg I lordpresident i dennes råd, men nödgades sedan avgå på grund av sitt försök att utverka mildare behandling av de jakobitiska pärer, som var invecklade i 1715 års resning. Han blev 1729 genom arv även earl av Winchilsea.